# The Circle
The Circle (El Cercle) és el títol de l'onzè àlbum d'estudi de la banda Bon Jovi. Produït per John Shanks, l'àlbum va ser llançat el 10 de novembre de 2009, amb el senzill "We Weren't Born to Follow".
L'edició de luxe de The Circle inclou les dotze cançons de l'àlbum complet, més un DVD del documental de 2009 When We Were Beautiful, dirigit per Phil Griffin. El documental segueix a la banda a través de la seva gira 2007/08 Lost Highway Tour.

## Llista de cançons
| N. | Títol                     | Durada |
| -- | ------------------------- | ------ |
| 1  | We Weren't Born To Follow | 4:03   |
| 2  | When We Were Beautiful    | 5:18   |
| 3  | Work For The Working Man  | 4:03   |
| 4  | Superman Tonight          | 5:12   |
| 5  | Bullet                    | 3:50   |
| 6  | Thorn In My Side          | 4:05   |
| 7  | Live Before You Die       | 4:18   |
| 8  | Brokenpromiseland         | 4:57   |
| 9  | Love's The Only Rule      | 4:38   |
| 10 | Fast Cars                 | 3:16   |
| 11 | Happy Now                 | 4:21   |
| 12 | Learn To Love             | 4:39   |